# پارک ژوراسیک (رمان)
پارک ژوراسیک (انگلیسی: Jurassic Park) رمانی علمی تخیلی نوشتهٔ مایکل کرایتون، پزشک و نویسندهٔ آمریکایی به سال ۱۹۹۰ است. در سال ۱۹۹۳، فیلم‌ساز آمریکایی استیون اسپیلبرگ فیلمی بر اساس همین کتاب ساخت که سرآغاز چندین دنباله برای آن شد. داستان در رابطه با یک جزیره است که دانشمندی از خون یک پشه که دی‌ان‌ای دایناسور در آن است الهام گرفته و تعدادی دایناسور را در این جزیره متولد کرده و با یک مجموعه، تصمیم به راه‌اندازی پارکی برای مردم برای دیدن دایناسورها می‌گیرند. بعد از ورود یک تیم از دانشمندان رشته‌های مختلف، کنترل از دست کامپیوترها خارج می‌شود و دایناسورها آزاد می‌شوند.